# Dipoena convexa
Dipoena convexa là một loài nhện trong họ Theridiidae.
Loài này thuộc chi Dipoena. Dipoena convexa được John Blackwall miêu tả năm 1870.